# Partito di Concertazione Nazionale
Il Partito di Concertazione Nazionale (in spagnolo Partido de Concertación Nacional - PCN) è un partito politico salvadoregno.
Sono stati espressione del PCN tutti i Presidenti della Repubblica in carica dal 1962 al 1979:
- Julio Adalberto Rivera (1962-1967)
- Fidel Sánchez Hernández (1967-1972)
- Arturo Armando Molina (1972-1977)
- Carlos Humberto Romero (1977-1979)

## Storia
Il partito venne fondato dal colonnello Julio Adalberto Rivera nel 1961, con il nome di Partito di Conciliazione Nazionale. Alle elezioni dell'anno seguente Rivera venne eletto presidente di El Salvador, e il PCN mantenne ininterrottamente la presidenza della repubblica fino al colpo di stato del 1979, che instaurò una giunta militare, fino al 1982.
Con il ritorno alla democrazia il partito venne ricostituito con il nuovo nome di Partito di Concertazione Nazionale, ma senza più riscuotere i consensi degli anni '60 e '70, schiacciato dall'ormai consolidato duopolio ARENA-FMLN.

## Risultati elettorali
| Elezione          | Voti    | %     | Seggi  |
| ----------------- | ------- | ----- | ------ |
| Parlamentari 2015 | 154.093 | 6,77  | 4 / 84 |
| Parlamentari 2018 | 230.862 | 10,87 | 8 / 84 |
| Parlamentari 2021 | 102.848 | 4,12  | 2 / 84 |
| Parlamentari 2024 | 101.641 | 3,26  | 2 / 60 |